# Forces armées maldiviennes

Logo de la force de défense nationale des Maldives.

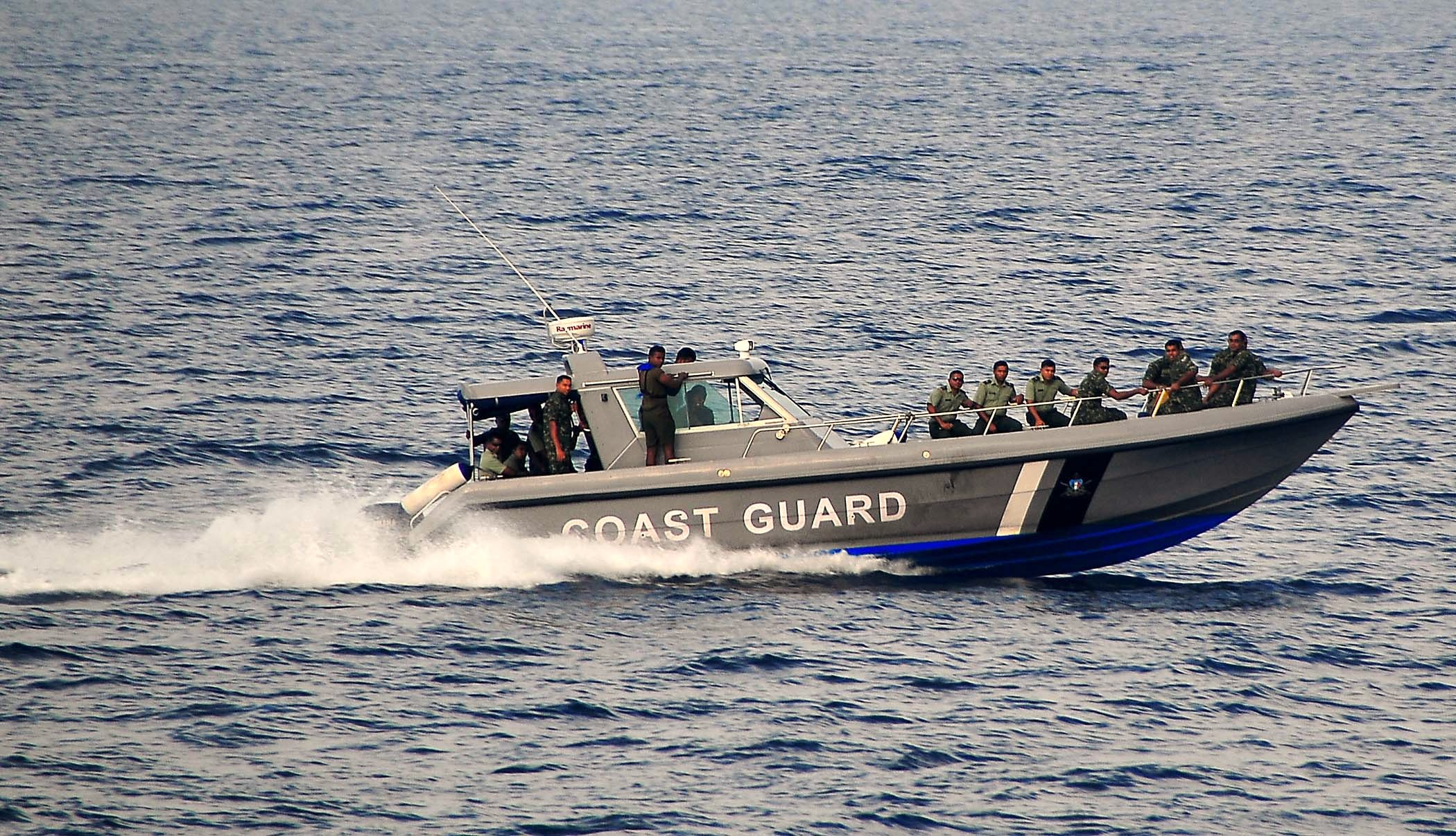
Patrouilleur de la garde-côtière.

Les Maldives entretiennent une petite force de défense (Maldives National Defence Force), constituée de garde-côtes, d'un corps de Marines et d'une équipe de forces spéciales (formée en 2008). Elle a pour mission principale de collaborer à la sécurité intérieure et extérieure du pays, y compris la protection de la zone économique exclusive et de maintenir la paix.
Son commandant en chef en est le président Mohamed Muizzu et elle dispose d'une budget de 45 millions de dollars (classée 131e par dépenses militaires), soit l'équivalent de 5,5 % du PNB du pays en 2005.

## Crédit
- (en) Cet article est partiellement ou en totalité issu de l’article de Wikipédia en anglais intitulé « Maldives National Defence Force » (voir la liste des auteurs).